# Rick Mears
Rick Ravon Mears (Wichita, 3 dicembre 1951) è un pilota automobilistico statunitense, tre volte vincitore del campionato CART (1979, 1981 e 1982).

## Biografia
Vincitore della 500 Miglia di Indianapolis in quattro occasioni (1979, 1984, 1988, 1991) è tuttora detentore del record per le pole-position a Indy con 6 partenze in testa (1979, 1982, 1986, 1988, 1989, 1991). Oltre ai tre titoli CART, ha conquistato tre volte il titolo USAC Gold Crown Series nel 1984, 1988 e 1991 diventando il terzo pilota più titolato della storia nei campionati di massima serie a ruote scoperte fra AAA/USAC/IRL, Formula1 e CART/Champ Car con sei titoli, preceduto soltanto da A. J. Foyt, Michael Schumacher e Lewis Hamilton.